# Jankowice (powiat radomszczański)
Jankowice – wieś w Polsce położona w województwie łódzkim, w powiecie radomszczańskim, w gminie Ładzice.
W latach 1975–1998 miejscowość należała administracyjnie do województwa piotrkowskiego.
Zobacz też: Jankowice, Jankowice Małe, Jankowice Rybnickie, Jankowice Wielkie